# Clarins Open 1988
Il Clarins Open 1988 è stato un torneo di tennis giocato sulla terra rossa.
È stata la 2ª edizione del torneo, che fa parte della categoria Tier V nell'ambito del WTA Tour 1988.
Si è giocato a Parigi in Francia, dal 19 al 25 settembre 1988.

## Campionesse

### Singolare
Petra Langrová ha battuto in finale  Sandra Wasserman con il punteggio di 7–6(0), 6–2.

### Doppio
Alexia Dechaume /  Emmanuelle Derly hanno battuto in finale  Louise Field /  Nathalie Herreman con il punteggio di 6–0, 6–2.